# Pilosella brachycoma
Pilosella brachycoma là một loài thực vật có hoa trong họ Cúc. Loài này được (Nägeli & Peter) H.P.Fuchs miêu tả khoa học đầu tiên năm 1980.